# دیتر پوشل
دیتر پوشل (اسپانیایی: Dieter Puschel‎; ۲۳ ژوئن ۱۹۳۹ – ۳۱ مهٔ ۱۹۹۲) دوچرخه‌سوار اهل آلمان بود.